# Arturo Vacca Maggiolini
Arturo Vacca Maggiolini, italijanski general, * 22. november 1872, Pinerolo, Kraljevina Italija, † 30. julij 1959, Rim, Italija.